# Torre de los Bustamante
La torre de los Bustamante es una torre defensiva adosada a una casona y construida probablemente en el siglo XV, situada en la localidad de La Costana (Cantabria, España). Es la única torre militar del municipio de Campoo de Yuso, aunque existe constancia de que existieron dos más.
Se trata de una torre de planta rectangular y construida con sillares. Posee saeteras y ventanas geminadas. En el edificio puede verse un escudo de procedencia indecisa, probablemente de algún familiar de la Inquisición o de la familia Villegas, que poseyó el lugar. Pueden verse también las ménsulas sobre las que se apoyaba la estructura del cadalso.